# Home on the Range (himno)
«Home on the Range» es el himno del Estado estadounidense de Kansas. El Dr. Brewster M. Higley (1823–1911) originalmente escribió la letra en un poema titulado My Western Home a principios de la década de 1870 en el Condado de Smith, Kansas. El poema fue primero publicado en una edición de diciembre de 1873 del Smith County Pioneer bajo el título «Oh, Give Me a Home Where the Buffalo Roam». La música fue compuesta por un amigo de Higley llamado Daniel E. Kelley. La letra original de Higley era similar a la de la canción, pero no idéntica. La canción fue adoptada por colonos, vaqueros y otros, y difundida a través de los Estados Unidos de diversas maneras. A principios del siglo XX fue compuesto un arreglo por parte del texano David W. Guion (1892-1981), quien es comúnmente considerado el compositor. Fue adoptada oficialmente como la canción estatal de Kansas el 30 de junio de 1947, y es usualmente considerada el himno no oficial del oeste de los Estados Unidos.
- Datos: Q1625958